# Matsumuraeses vicina
Matsumuraeses vicina is een vlinder uit de familie van de bladrollers (Tortricidae). De wetenschappelijke naam van de soort is voor het eerst geldig gepubliceerd door Kuznetsov.